# Petru Țaranu
Petru Țaranu (n. 26 mai 1934, Șaru Dornei, România – d. 26 mai 2015, Vatra Dornei, Suceava, România) a fost un om politic, publicist, folclorist, poet, etnolog, scriitor și memoralist român.

## Biografie
Anii copilăriei petrecuți în Țara Dornelor au reprezentat fermentul întregii sale creații literare și științifice de mai târziu. Mama sa, Ioana Țaranu a fost o neîntrecută creatoare de artă populară, bunica Marina Țaranu a fost un lider al satului și purtătoare de folclor. De la bunicul său, Ștefan Țaranu, care s-a întors din Primul Război Mondial cu multe decorații a aflat despre jertfele din Măgura Eroilor din Munții Nemirei și tot de la el, fiindcă avea îndeletnicirea de dragoman (reg. șef de plutași), a învățat despre plutăritul de odinioară.
Școala a început-o în 1941 la Șaru Dornei în chiar anul  în care și-a pierdut tatăl, căzut pe frontul de luptă al celui de al Doilea Război Mondial. Greutățile vieții l-au obligat însă să își întrerupă studiile în anul 1948 după absolvirea Școlii elementare și să lucreze din greu la început cu ziua prin sat și mai apoi în adâncurile minei de mangan Dealu Rusului, pentru a își întreține familia. Își va relua studiile la cursurile serale ale Liceului din Vatra Dornei în anul 1959 când debutează și în publicistică cu un reportaj apărut în paginile ziarului Zori noi.
În literatura de specialitate va publica primul material în anul 1970 pe tema psihologiei muncii în mină. În același an a absolvit Facultatea de Științe Economice a Universității Al. I. Cuza din Iași  iar după un deceniu de cercetări, la 26 octombrie 1981 susține teza de doctorat pe tema utilizării forței de muncă în ramura minieră la Academia de Studii Economice din București.
S-a încadrat în Divizionul 307 Aritlerie Marină Militară. A slujit cu devotament țării și  a colaborat sistematic la publicații cu caracter militar. Având gradul de maior în rezervă, spre sfârșitul vieții  se va dedica structurării materialelor arhivistice adunate în decursul  timpului în vederea  publicării lor într-un volum intitulat Istoria militară a Dornelor.
În anul 1972 devine Primar al orașului Gura Humorului. În această calitate intuiește potențialul turistic al zonei și se dedică  dezvoltării orașului ca stațiune balneoclimaterică prin comandarea  unor studii de specialitate ce au condus la descoperirea de zăcăminte hidrominerale  și a unui zăcământ de apă termală. Colaborează cu laboratoarele de biochimie ale Universității din Iași perfectînd o invenție în domeniul industriei alimentare ce dezvoltă o tehnologie de producerea a brânzeturilor folosind  proprietățile anumitor tipuri de apă minerală în procesul de  coagulare a laptelui, invenție brevetată la OSIM București, autor principal dr. Petru Țaranu. S-a implicat în  amenajarea Satului de vacanță Balada dar și a  Parcul Dendrologic ”Lunca Moldovei” din zona Ariniș. În semn de recunoștință a contribuției sale la realizarea acestui parc, Primaria Gura Humorului îi va acorda în anul 2010 titlul de Cetățean de onoare.
Relațiile diplomatice sunt marcate de specifica ospitalitatea bucovineană, cu care, în primăvara anului 1973 întâmpină la Voroneț pe  Împăratul Iranului, șahinșahului Mohammad Reza Pahlavi Aryamehr, însoțit de soția sa Farah, vizite ce vor continua cu Majestatea Sa Baudouin, regele Belgiei și Majestatea Sa Juliana, regina Olandei,  Jacques Chirac și alte personalități  politice și culturale ale vremii.
Revine pe meleagurile natale în anul 1983 ca Primar al Orașului Vatra Dornei. În această calitate restaurează sala de festivități  din interiorul Palatului Comunal, renumita Sală a Oglinzilor cum era cunoscută în Bucovina sfârșitului de sec. XIX, apoi  Monumentul Eroilor, Cimitirul Eroilor, Palatul Național Român (actuala Bibliotecă G.T. Kirileanu) și alte construcții emblematice ale orașului. Dezvoltă dimensiunea culturală a zonei  punând bazele Saloanelor oamenilor de seamă dorneni, a Fondului documentar din cadrul Bibliotecii G.T. Kirileanu precum și a Muzeului de Etnografie (în colaborare cu etnografii Lucia Stroiescu și Ion Cruceanu).
În perioada anilor 1985-1986 participă în calitate de consultant la turnarea filmului de lung metraj, Vatra Dornei - drumuri și confluențe regizat de Erich Nussbaum.
Debutează în literatură în anul 1986 cu eseul  Nedeea de la Călimani publicat în revista Cronica din Iași . În anul 1989 urmează debutează editorial cu albumul  Vatra Dornei, Editura Sport-Turism, realizat în colaborare cu Ion Nădrag-imagini, tipărit în limba română într-un tiraj  15000 de exemplare  și tot atâtea în limba franceză.
În anul 1990 în colaborare cu poeta Cornelia Maria Savu sprijină apariția în serie nouă a revistei de cultură Sentinela, revistă fondată de  în anul 1891 de societatea culturală cu același nume.
Fire poetică, sensibilă, s-a identificat cu suferința, o cunoscuse îndeaproape încă de copil, îl însoțise tainic tot timpul vieții, astfel încât ecoul  rugăciunilor, doinelor și-a cântecelor de jale printr-o  metamorfoză  creatoare ușor s-a transformat  în volumul de poezii intitulat Lacrima editat de Tipografia Centrală Chișinău, 1994.
Din anul 1995 devine membru în colegiul de redacție al revistei Limba Română din Chișinău. În același an cu ocazia unor manifestări culturale din capitala basarabeană, Mihai Cimpoi îi înmânează carnetul de membru al Uniunii Scriitorilor din Moldova.
În anul 1998 a devenit membru al Societății Scriitorilor Bucovineni, iar în anul 2000 i s-a recunoscut oficial calitatea de etnolog fiind inclus în Dicționarul etnologilor români.
Cu ocazia aniversării a 140 de ani de la înființarea primei Școli în Șaru Dornei prin Hotărârea Consiliului Local a Comunei Șaru Dornei din anul 2003 i se acordă titlul de Cetățean de Onoare.
„Cercetător riguros cu rădăcini în Liniște; doctor în sociologie, rezident la Vatra Dornei, el beneficiază de acel psihism tonifiant pe care doar legăturile de profunzime cu pământul înaintașilor îl poate asigura.”—Constantin Ciopraga

## Publicații

### Monografii
- Vatra Dornei, Editura Sport-Turism,1989

- Memoria Dornelor - Folclor, Vol.1, Tipografia Centrală Chișinău,1995
- Memoria Dornelor - Oameni de seamă, Vol. 2 (Editia a 2-a), Editura Tara Fagilor,1998
- Memoria Dornelor - Stațiunea balneoclimaterică, Vol. 3, Editura Biblioteca Bucovinei,1999
- Memoria Dornelor - Folclor, Vol.4, Editura Biblioteca Bucovinei, 2000
- Memoria Dornelor - Repere istorice, Vol. 5, Editura Biblioteca Bucovinei, 2002

### Publicistică
- Elemente de psihologia muncii în mină, Minerul, anul III, nr 52, Suceava, 1971
- Nedeea de la Călimani, Cronica, anul XXI, nr.6 (1045), Iasi,1986
- Gheorghe Giurcă, Petru Țaranu: Memoria Dornelor, Limba română, anul VII nr.3139, Chișinău, 1994

### Poezie
- Lacrima, Tipografia Centrală Chișinău, 1994

## Premii
- Premiul ”Istoria Culturii”, decernat în anul 1998 de Fundația Culturală a Bucovinei pentru cartea Memoria Dornelor, vol.II, Editura Țara fagilor, Suceava
- Premiul ”Memoria Bucovinei” decernat în anul 2001 de Fundația Culturală a Bucovinei pentru cartea Memoria Dornelor, vol.IV, Editura Țara fagilor, Suceava
- ”Premiul de excelență” decernat de Asociația Scriitorilor și Artiștilor din Țara Dornelor  pentru cartea Memoria Dornelor, vol. V, Editura Biblioteca Bucovinei, Suceava, 2002[4]

## Distincții

### Medalii[4]
- Medalia muncii - 1959

### Ordine[4]
- Ordinul Muncii - 1968
- Ordinul Steaua Republicii Socialiste România - 1974
- Ordinul Tudor Vladimirescu - 1979